# Charlotte Ayanna
Charlotte Ayanna, pseudonimo di Charlotte Lopez (San Juan, 25 settembre 1976), è un'attrice statunitense di origini portoricane.

## Biografia
Nata a San Juan, capitale di Porto Rico, si trasferì fin da piccola negli Stati Uniti, nel Vermont. La sua infanzia fu molto difficile: la madre naturale, Emma, alcolizzata e mentalmente instabile, fu dichiarata mentalmente instabile e lei fu data in affidamento a genitori adottivi (Al e Jill). Raggiunse la notorietà già nel 1993, all'età di 17 anni, quando vinse il titolo di Miss Teen USA.
A seguito di quella esperienza Charlotte fu autrice di un libro intitolato Lost in the System (in inglese Persa nel sistema), una sorta di autobiografia della sua vita. Nel frattempo cambiò cognome da Lopez in Ayanna, che in Lingua cherokee significa benedetta. Dal 1995 cominciò ad apparire in alcune serie televisive; girò inoltre il video della canzone She's All I Ever Had di Ricky Martin. Il primo ruolo in un film per il cinema fu una piccola parte in Safe Sex - Tutto in una notte del 1997.

## Filmografia
- Safe Sex - Tutto in una notte (Safe Sex), regia di George Huang (1997)
- Telling You, regia di Robert DeFranco (1998)
- Amiche cattive (Jawbreaker), regia di Darren Stein (1999)
- Carrie 2 - La furia (The Rage: Carrie 2), regia di Katt Shea (1999)
- Dancing at the Blue Iguana, regia di Michael Radford (2000)
- Stealing Time, regia di Marc Fusco (2001)
- Hard Attraction (Love the Hard Way), regia di Peter Sehr (2001)
- Training Day, regia di Antoine Fuqua (2001)
- Kate & Leopold, regia di James Mangold (2001)
- Spun, regia di Jonas Åkerlund (2002)
- Once Upon a Wedding , regia di Matia Karrell (2005)
- Push, regia di Dave Rodriguez (2006)
- The Insatiable, regia di Chuck Konzelman e Cary Solomon (2007)
- Christmas in Compton, regia di David Raynr (2012)
- Rain from Stars, regia di Stephen Wallis (2013)